# سیارک ۲۲۸۷۰
سیارک ۲۲۸۷۰ (به انگلیسی: 22870 Rosing، نامگذاری:1999RO193) بیست و دو هزار و هشتصد و هفتادمین سیارک کشف شده‌است که در ۱۴ سپتامبر ۱۹۹۹ کشف شد.
قدر مطلق سیارک برابر ۴۴.۶ است.